# ستيف هال
ستيف هال (بالإنجليزية: Steve Hall)‏ هو سياسي أمريكي، ولد في 12 مارس 1956. حزبياً، نشط في الحزب الجمهوري. وقد انتخب عضو مجلس نواب تينيسي.